# Iguanidae
Iguanidae су породица гуштера, коју чине игуане и њима сродни родови. 

## Класификација
Неколико класификационих шема коришћено је за описивање структуре ове породице. „Традиционална“ класификација препознала је све игуане Новог света с фиџијским родом Brachylophus и мадагаскарском групом Opluridae, као неформалне групе, а не као формалне потпородице. 
У неколико савремених истраживања са најопсежнијом филогенијом ових група објављеној до данас, аутори су препознали и дефинисали већину група на нивоу породице, што је последично довело до уже дефиниције породице Iguanidae.   